# Ding Gung Rinpoche
Ding Gung Rinpoche is een lama (Tibetaans spiritueel leraar) en directeur van meerdere kloosters in Bangalore en de Himalaya.
Ding Gung Rinpoche werd op tweejarige leeftijd door de Dalai Lama in Indiase plaats Bodhgaya erkend als de wedergeboorte van Dagpo Ding Gung Rinpoche tijdens een Kalachakra (meditatie). De Dalai Lama adviseerde hem - toen hij oud genoeg daarvoor was - dat hij zijn studie in de boeddhistische filosofie zou volgen aan het Drepung Gomang-klooster in Zuid-India, waar hij na voltooiing door hem werd gewijd tot boeddhistische monnik. Ding Gung Rinpoche reist als lama - meestal vergezeld door andere lama's - over de wereld rond om het Tibetaans boeddhisme onder de aandacht te brengen en financiële steun te verwerven.